# Mistrzostwa Europy U-19 w Piłce Nożnej Kobiet 2024 (eliminacje)/Runda 1 Grupa A5
W Grupie A5 eliminacji do Mistrzostw Europy U-19 2024 brały udział następujące zespoły:
- Hiszpania U-19
- Portugalia U-19
- Szwecja U-19
- Turcja U-19

## Stadiony
Na podstawie:
| Västerås         | Mapa miast-gospodarzy |
| ---------------- | --------------------- |
| Swedbank Park    | VästeråsEskilstuna    |
| Pojemność: 7 044 | VästeråsEskilstuna    |
|                  | VästeråsEskilstuna    |
| Eskilstuna       | VästeråsEskilstuna    |
| Tunavallen       | VästeråsEskilstuna    |
| Pojemność: 7 800 | VästeråsEskilstuna    |
|                  | VästeråsEskilstuna    |

## Tabela
| Reprezentacja   | M | W | R | P | Br+ | Br- | +/- | Pkt. |
| --------------- | - | - | - | - | --- | --- | --- | ---- |
| Hiszpania U-19  | 3 | 3 | 0 | 0 | 16  | 1   | +15 | 9    |
| Szwecja U-19    | 3 | 2 | 0 | 1 | 3   | 3   | 0   | 6    |
| Portugalia U-19 | 3 | 1 | 0 | 2 | 8   | 10  | -2  | 3    |
| Turcja U-19     | 3 | 0 | 0 | 3 | 0   | 13  | -13 | 0    |

## Wyniki
| 25 października 2023 13:00 CET | Hiszpania U-19 · Marina 40' · Camacho 59', 62' · Martret 90+4' | 4:0(1:0)Raport | Turcja U-19 | Swedbank Park, Västerås Sędzia: Alexandra Collin |
|                                |                                                                |                |             |                                                  |

| 25 października 2023 18:00 CET | Szwecja U-19 · Frigren 18' | 1:0(1:0)Raport | Portugalia U-19 | Swedbank Park, Västerås Sędzia: Kristina Georgieva |
|                                |                            |                |                 |                                                    |

| 28 października 2023 13:00 CET | Portugalia U-19 · Mariano 6' (k) · Correia 11', 23' · Rafael 54' · Santiago 63' · Gago 79' · Ferreira 82' | 7:0(3:0)Raport | Turcja U-19 | Swedbank Park, Västerås Sędzia: Kristina Georgieva |
|                                | |                |             |                                                    |

| 28 października 2023 18:00 CET | Hiszpania U-19 · López 4', 90+2' · Garmfors 28' (sam.) | 3:0(2:0)Raport | Szwecja U-19 | Swedbank Park, Västerås Sędzia: Shona Shukrula |
|                                |                                                        |                |              |                                                |

| 31 października 2023 18:00 CET | Portugalia U-19 · Guedes 51' | 1:9(0:2)Raport | Hiszpania U-19 · 30', 46', 52' Martret · 42' Corrales · 48' Arques · 56' (sam.) Meninas · 71' Alguacil · 75' Marisa · 90+3' Artero | Tunavallen, Eskilstuna Sędzia: Shona Shukrula |
|                                |                              |                | |                                               |

| 31 października 2023 18:00 CET | Turcja U-19 | 0:2(0:1)Raport | Szwecja U-19 · 25' Senelius · 66' Sandén | Swedbank Park, Västerås Sędzia: Alexandra Collin |
|                                |             |                |                                          |                                                  |

## Strzelcy

### 4 gole
- Laia Martret

### 2 gole
- Carla Camacho
- Vicky López
- Leonete Correia

### 1 gol
- Ainhoa Alguacil
- Daniela Arques
- Marina Artero
- Lucía Corrales
- Marina
- Marisa
- Maria Ferreira
- Marta Gago
- Neide Guedes
- Mafalda Mariano
- Luana Rafael
- Carolina Santiago
- Sara Frigren
- Tilda Sandén
- Klara Senelius

### Gole samobójcze
- Inês Meninas (dla  Hiszpanii)
- Ida Garmfors (dla  Hiszpanii)